# Minnesotas historia

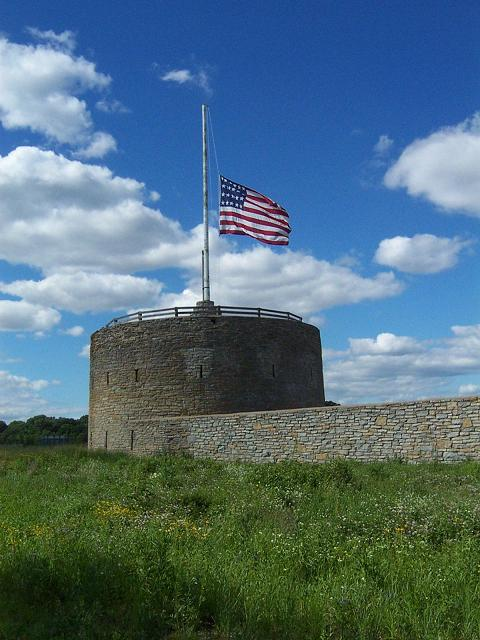
Fort Snelling, som spelat en viktig roll i Minnesotas historia

Minnesotas historia har bland annat formats av de indianer som bott i regionen, europeiska kolonisatörer och bosättare samt de industrier som växt fram tack vare delstatens naturresurser. Viktiga näringar genom historien har bland annat varit pälshandel, jordbruk och gruvdrift. 

## Äldre historia
De tidigaste kända bosättarna följde hjordar av betesdjur till regionen under den senaste istiden. De föregick Anishinaabe, Sioux och andra indianstammar.

## Jesu tid till år 1900
Pälshandlare från Frankrike kom till regionen under 1700-talet. 1849 blev delstaten formellt en del av USA med beteckningen "Minnesota Territory" och den 11 maj 1858 blev delstaten också en amerikansk delstat, den 32:a i ordningen. 

## 1900-talet
Efter andra världskriget blev Minnesota känd för datorföretag som Sperry Rand, Control Data och Cray. Tvillingstäderna blev också ett regionalt centrum för konst med kulturella institutioner såsom Guthrie Theater, Minnesota Orchestra och Walker Art Center. 